# Teramo Calcio 2005-2006
Questa pagina raccoglie le informazioni riguardanti il Teramo Calcio nelle competizioni ufficiali della stagione 2005-2006.

## Rosa
| N. |                     | Ruolo | Calciatore          |
| -- | ------------------- | ----- | ------------------- |
|    | Ghana (bandiera)    | A     | Sadiki Abubakari    |
|    | Italia (bandiera)   | D     | Simone Dante Angeli |
|    | Brasile (bandiera)  | C     | Rafael Bondi        |
|    | Italia (bandiera)   | D     | Pietro Cascone      |
|    | Italia (bandiera)   | C     | Edoardo Catinali    |
|    | Italia (bandiera)   | C     | Stefano De Angelis  |
|    | Italia (bandiera)   | D     | Tommaso Dei (II)    |
|    | Italia (bandiera)   | C     | Francesco Favasuli  |
|    | Italia (bandiera)   | D     | Luca Ferri          |
|    | Italia (bandiera)   | C     | Roberto Franzese    |
|    | Honduras (bandiera) | C     | Julio César de León |
|    | Italia (bandiera)   | A     | Pasquale Luiso      |

| N. |                            | Ruolo | Calciatore               |
| -- | -------------------------- | ----- | ------------------------ |
|    | Italia (bandiera)          | A     | Massimo Manca            |
|    | Italia (bandiera)          | P     | Francesco Mancini        |
|    | Italia (bandiera)          | A     | Gennaro Marasco          |
|    | Italia (bandiera)          | C     | Daniel Alfredo Margarita |
|    | Italia (bandiera)          | D     | Vincenzo Migliaccio (I)  |
|    | Italia (bandiera)          | D     | Tommaso Movilli          |
|    | Italia (bandiera)          | C     | Attilio Nicodemo         |
|    | Italia (bandiera)          | C     | Gianluca Porro           |
|    | Nuova Caledonia (bandiera) | A     | Vincent Taua             |
|    | Italia (bandiera)          | P     | Daniele Tazza            |
|    | Italia (bandiera)          | C     | Carlo Vicedomini         |
|    | Nigeria (bandiera)         | C     | Adewale Wahab            |

## Risultati

### Campionato

#### Girone di andata
| 27 agosto 2005 1ª giornata | Salernitana | 1 – 0 | Teramo |  |

| 4 settembre 2005 2ª giornata | Teramo | 1 – 4 | Sambenedettese |  |

| 10 settembre 2005 3ª giornata | Teramo | 2 – 1 | Pavia |  |

| 18 settembre 2005 4ª giornata | Lumezzane | 3 – 1 | Teramo |  |

| 23 settembre 2005 5ª giornata | Teramo | 2 – 1 | Ravenna |  |

| 2 ottobre 2005 6ª giornata | Fermana | 0 – 1 | Teramo |  |

| 8 ottobre 2005 7ª giornata | Teramo | 1 – 1 | Monza |  |

| 16 ottobre 2005 8ª giornata | Cittadella | 0 – 1 | Teramo |  |

| 22 ottobre 2005 9ª giornata | Spezia | 2 – 2 | Teramo |  |

| 4 novembre 2005 10ª giornata | Teramo | 3 – 1 | Novara |  |

| 11 novembre 2005 11ª giornata | Pizzighettone | 1 – 0 | Teramo |  |

| 18 novembre 2005 12ª giornata | Teramo | 1 – 1 | Giulianova |  |

| 27 novembre 2005 13ª giornata | San Marino | 1 – 2 | Teramo |  |

| 4 dicembre 2005 14ª giornata | Teramo | 1 – 0 | Pro Sesto |  |

| 10 dicembre 2005 15ª giornata | Padova | 1 – 0 | Teramo |  |

| 18 dicembre 2005 16ª giornata | Teramo | 1 – 0 | Pro Patria |  |

| 21 dicembre 2005 17ª giornata | Genoa | 0 – 0 | Teramo |  |

#### Girone di ritorno
| 8 gennaio 2006 18ª giornata | Teramo | 0 – 0 | Salernitana |  |

| 14 gennaio 2006 19ª giornata | Sambenedettese | 1 – 1 | Teramo |  |

| 20 gennaio 2006 20ª giornata | Pavia | 1 – 1 | Teramo |  |

| 29 gennaio 2006 21ª giornata | Teramo | 1 – 0 | Lumezzane |  |

| 5 febbraio 2006 22ª giornata | Ravenna | 1 – 0 | Teramo |  |

| 18 febbraio 2006 23ª giornata | Teramo | 3 – 2 | Fermana |  |

| 26 febbraio 2006 24ª giornata | Monza | 1 – 0 | Teramo |  |

| 3 marzo 2006 25ª giornata | Teramo | 4 – 0 | Cittadella |  |

| 10 marzo 2006 26ª giornata | Teramo | 1 – 0 | Spezia |  |

| 18 marzo 2006 27ª giornata | Novara | 2 – 0 | Teramo |  |

| 26 marzo 2006 28ª giornata | Teramo | 1 – 0 | Pizzighettone |  |

| 1º aprile 2006 29ª giornata | Giulianova | 0 – 0 | Teramo |  |

| 9 aprile 2006 30ª giornata | Teramo | 3 – 1 | San Marino |  |

| 13 aprile 2006 31ª giornata | Pro Sesto | 4 – 1 | Teramo |  |

| 23 aprile 2006 32ª giornata | Teramo | 2 – 2 | Padova |  |

| 1º maggio 2006 33ª giornata | Pro Patria | 1 – 1 | Teramo |  |

| 7 maggio 2006 34ª giornata | Teramo | 1 – 1 | Genoa |  |